# 田村幸策
田村 幸策（たむら こうさく、1887年（明治20年）3月5日 - 1985年（昭和60年）2月21日）は、大正・昭和前期の日本の外交官。

## 来歴
山口県大島郡に生まれる。1906年、山口高等商業学校（現・山口大学経済学部の前身）を卒業。1907年、高等文官試験に合格し「書記生」で外務省に入省する。
1914年に外交官領事官試験に合格して、キャリア組に昇格する。安東総領事館、奉天総領事館、在英国日本国大使館に勤務した。チェコスロバキア代理公使/広東領事館・総領事を最後に1925年に退官し、日本生命保険東京支店長を務めた。
1941年に東京帝国大学法学博士の学位を取得。戦後は、1949年から中央大学法学部教授（国際法担当）、1963年から国士館大学教授をそれぞれ務めた。墓所は多磨霊園。

## 親族
長男の田村幸久（1914年 - 1990年）は外交官となり、最後は駐アルジェリア大使を務めた。

## 著書

### 単著
戦前
- 『支那外債史論』（博士論文、東京帝大）、外交時報社、1935年。
- 『最近支那外交史』上巻、外交時報社、1938年。
- 『最近支那外交史』中巻、同、1939年。
- 『大東亜外交史研究』、大日本出版、1942年。

戦後
- 『国際法』上中下巻、有斐閣、1951-52年。
- 『世界外交史』上中下巻、有斐閣、1959・61・63年。
- 『ソヴィエト外交史研究』、鹿島研究所出版会、1965年。

1961年に南方同胞援護会が出版したブックレット『国際法から見た北方領土の問題』も、「北方領土の法的地位」と改題し本書に収録。
- 『太平洋戦争外交史』鹿島研究所出版会、1966年。
- 『国際政治の指導理念』鹿島研究所出版会、1969年。
- 『外交史家の国際政治観』鹿島研究所出版会、1972年。
- 『田村幸作論文集』、国士舘大学、1981年。

### 訳書
- ブロンソン・レー『満州国出現の合理性』日本国際協会、1936年。
- フォスター・ダレス『アメリカ外交関係史；1898～1954年』日本外政学会、1958年。
- ピーター・バートン『日露領土問題；1850～1875年』鹿島平和研究所選書、1967年。